# Конституционный либерализм
Конституционный либерализм — форма правления, поддерживающая принципы классического либерализма и верховенства закона.
Конституционный либерализм отличается от либеральной демократии тем, что речь идет не о методе избрания правительства.
Журналист и ученый Фарид Закария объясняет, что конституционный либерализм «связан с целями правительства. Это относится к глубоко укоренившейся в западной истории традиции, стремящейся защитить автономию и достоинство человека от принуждения, независимо от источника — государства, церкви или общества»  . В конституционно-либеральном государстве либеральный рынок регулируется и защищается на уровне конституции, поэтому торговля в основном свободна, но не полностью беспрепятственна.
На протяжении всей истории демократия становится все более распространенной во всем мире, но последние 13 лет она находится в упадке. Freedom House сообщил, что в 2018 году насчитывалось 116 избирательных демократий. Многие из этих стран конституционно не либеральны и могут быть охарактеризованы как нелиберальные демократии . Конституционный либерализм отличается от либерального конституционализма. В то время как первый утверждает ценности личного суверенитета на конституционном уровне, второй охраняет свободу отстаивать свои собственные ценности в конституции.